# Санфилипская хутия
Санфилипская хутия (лат. Mesocapromys sanfelipensis) — вид грызунов рода Mesocapromys, эндемик острова Куба.

## Описание
Длина тела составляет около 27 сантиметров, а хвоста — примерно 20 сантиметров. Спинная сторона имеет тёмно-коричневый оттенок, а основание хвоста также окрашено в тёмный-коричневый цвет, тогда как остальная его часть имеет рыжеватый окрас.

## Красная книга
Санфилипская хутия находится под угрозой исчезновения, поскольку его не видели почти 40 лет. О нём известно по крайне небольшой остаточной популяции из 43 особей, собранной в 1978 году на одном небольшом заливе (Кайо Хуан Гарсия). Более поздние полевые исследования не смогли обнаружить этот вид. Численность неизвестна. Если она все ещё сохранилась, то её ареал крайне мал и составляет менее 20 км². Снижение её, вероятно, связано с охотой. Острова Сан-Фелипе объявлены охраняемой зоной.
Распространены на маленьком острове Хуан-Гарсия, а также, возможно, и на соседнем, несколько больших размеров острове Кайо-Реал из группы островов Сан-Фелипе.

## Образ жизни и биология
Населяют густые и высокие (до пояса человека) заросли Salicornia perennis, протянувшиеся вдоль трехкилометрового берега позади зоны мангров. Как и многие другие грызуны, Санфилипская хутия вела преимущественно ночной образ жизни. Питаются растениями. Ни гнезд, ни нор не было найдено. Размножение не изучено.